# Nadata doubledayi
Nadata doubledayi är en fjärilsart som beskrevs av Alpheus Spring Packard 1864. Nadata doubledayi ingår i släktet Nadata och familjen tandspinnare. Inga underarter finns listade i Catalogue of Life.